# بط مستأنس
البط المستأنس هو بط يربى للاستفادة من بيضه ولحمه والريش. يربى غالب البط للعروض أو كحيوان أليف أو كشكل تزييني. تقريبا كل البط المستأنس ينحدر من بط بري، ماعدا البطة الموسكوفية.

## التربية

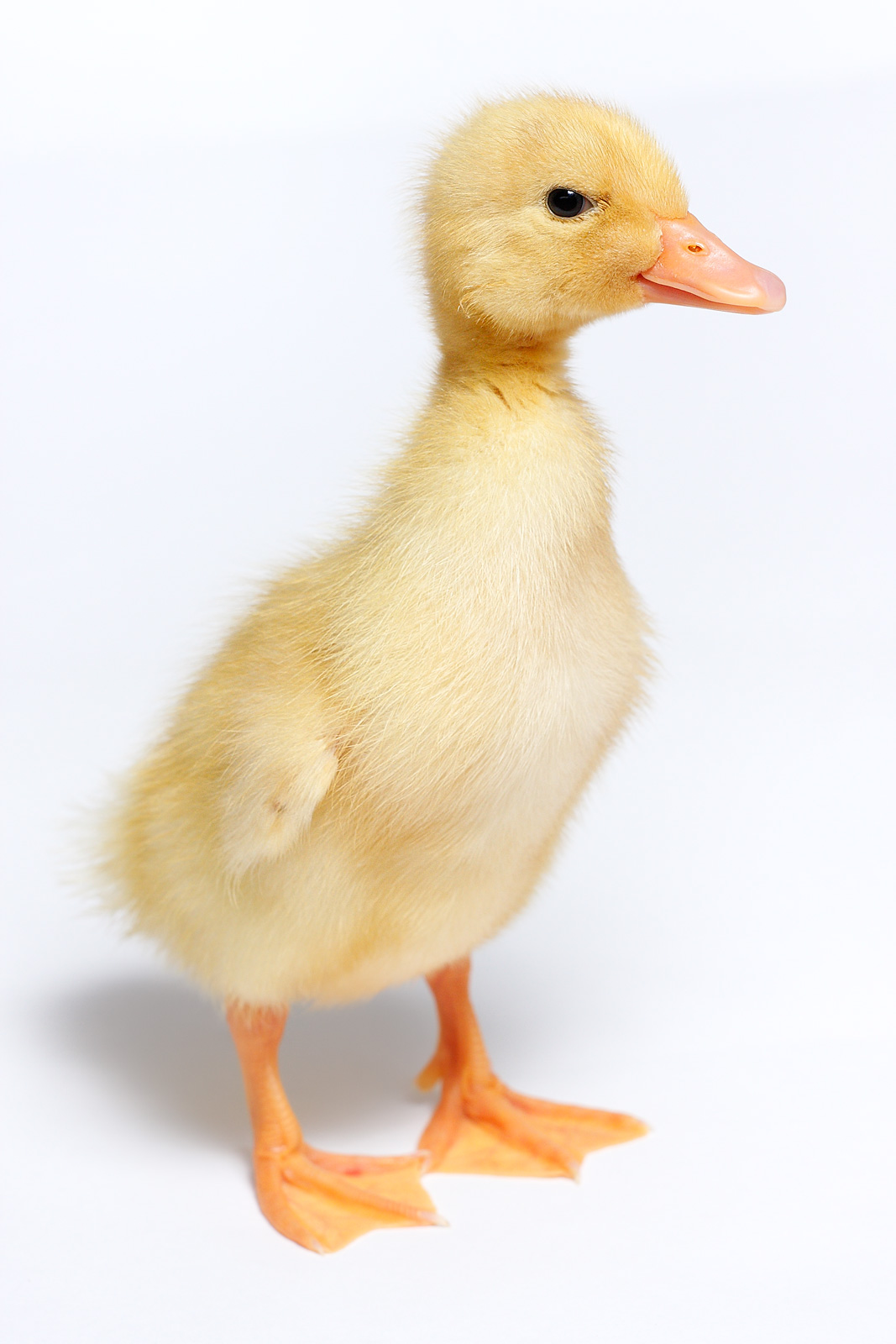
فرخ بط

بدأت عملية تربية البط منذ ألاف السنين، ربما في جنوب شرق آسيا. البط ليس شائعا مثل الدجاج، لأن الدجاج يملك لحم أبيض قليل الدهن بشكل أكثر ومن السهل أن يعيش في مكان أضيق، مما يجعل لحم الدجاج أرخص، بينما لحم البط غالي نسبيا. يكون البط شائع في المطبخ الراقي، ينتشر البط بصورة أقل بكثير في الصناعات الغذائية والمطاعم ذات الأسعار الرخيصة. على أي حال، ينتشر البط في الصين ويربى على نطاق واسع. يربى البط بشكل ضيق لإنتاج فوا جرا (بالإنجليزية: Foie gras)‏ أيضا.
يمكن تربية البط في مراعي مفتوحة، في أقفاص، في حظائر، في بطاريات. يتمتع البط بالسباحة، لكن لايعتبر من متطلبات عيشه. يُغذى البط بالحبوب والحشرات. هناك اعتقاد خاطئ بتغذية البط على الخبز، يملك الخبز قيمة غذائية قليلة ويمكن أن يكون مميت بالنسبة لصغار البط.
معظم إناث البط لعديد من السلالات غير جديرة بالثقة في رعاية البيض والعناية بالصغار. من الاستثناءات بط رون (بالإنجليزية: Rouen duck)‏ والبطة الموسكوفية.

## حيوان أليف وزيني

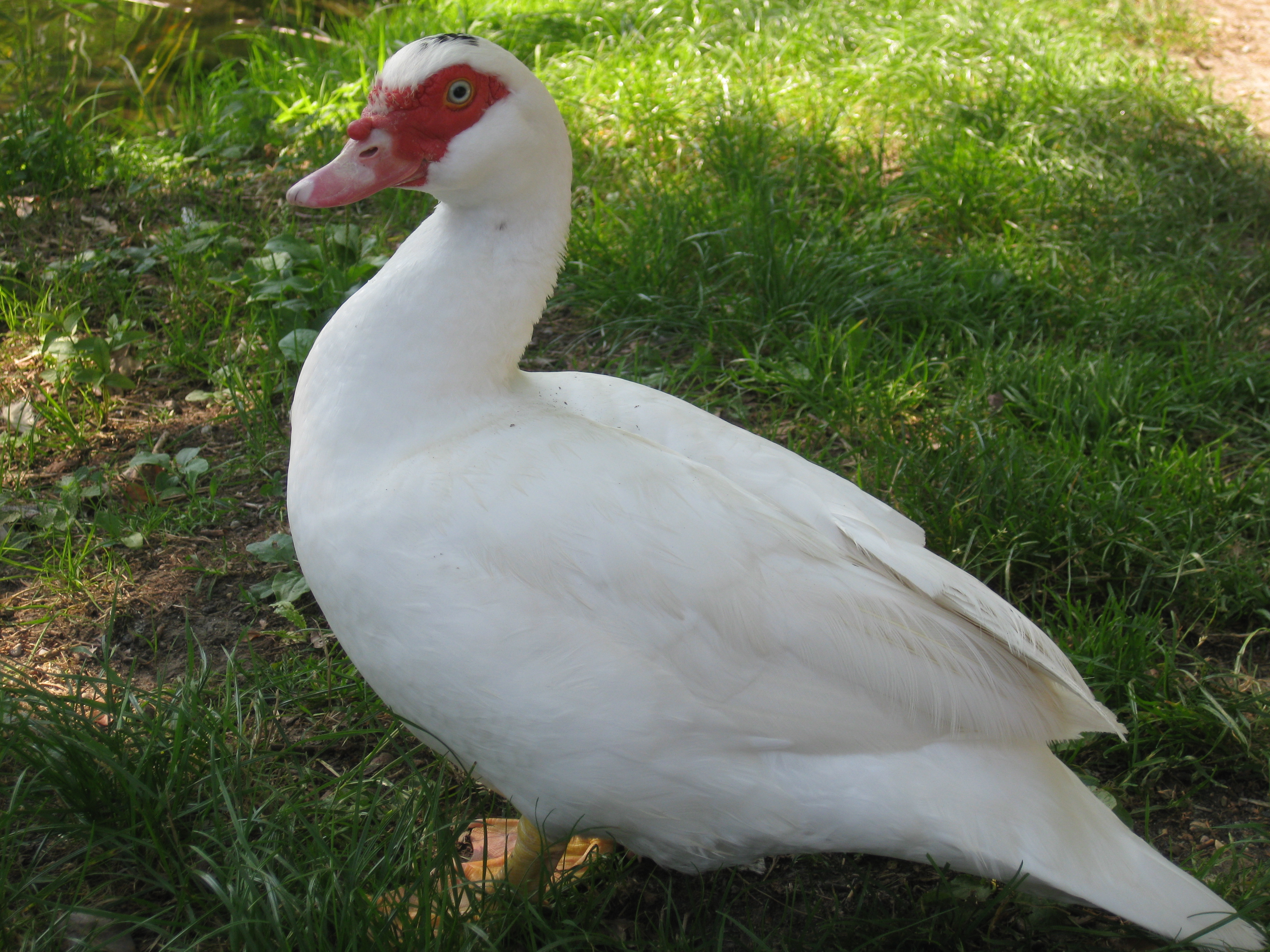
ذكر بط موسكوفية مُدجن

يمكن تربية البط كحيوان أليف، في الحديقة أو الحديقة الخلفية مع ملحقات إضافية. غالبا مايأل البط الحشرات والبزاق. يفضل وجود بركة أو صحن عميق به ماء. إذا وجدت بركة قريبة، يلوث نفسه بالطين ويلتقط من الحياة البرية صغار الضفادع ويأكل الضفادع والعلجوم وحتى حجم الضفدع الشائع حيث يكبر أكثر من البط البري. يجب توفير قن كملجأ من المفترسين مثل الثعالب، الصقور، الراكون، قيوط، بما أن معظم السلالات من البط المستأنس لايقدر على الطيران.
تربى البط من أجل الشكل والزينة. حيث تُكسب السلالات عرف أو قنبرة أوريش لافت للنظر. تشمل المعارض هذه الأنواع من البط مع الأنواع الأخرى من الدواجن، حيث تُقام منافسة بينها. يمكن أن تكون المعارض مفتوحة أي كل شخص يدفع أجر المطلوب للاشتراك بالمعرض يستطيع المشاركة، أو مغلقة أي مخصصة لأعضاء مجموعة معينة.

## وصلات إضافية
- Duck and Goose from Farm to Table صفحة حقائق من وزارة الزراعة الأمريكية